# قسطرة وعائية في العلاج الكيميائي
في الطب، تعد القسطرة الوعائية وسيلة للوصول إلى مجرى الدم من خلال الأوعية الدموية الطرفية أو المركزية بهدف سحب الدم أو توصيل الأدوية بما في ذلك العلاجات الكيميائية. يتضمن إجراء القسطرة الوعائية إدخال أنبوب بلاستيكي معقم يسمى القسطر ضمن وعاء دموي. تكون القساطر إما طرفية أو مركزية. يبلغ طول القسطرة الطرفية نحو بوصة واحدة (25 مم) وتُدخل ضمن الأوردة الصغيرة في الساعد. تكون القسطرة المركزية أكبر وأطول وتُدخل ضمن الأوردة الكبيرة في الأطراف أو الرقبة أو الصدر. القسطرة الوريدية المركزية هي الطريقة الأساسية المستخدمة لتوصيل عوامل العلاج الكيميائي. تعتمد مدة القسطرة الوريدية المركزية على نوع العلاج المعطى.

## القساطر الوريدية المركزية
القساطر الوريدية المركزية هي قساطر تُدخل ضمن الأوردة الكبيرة في الذراع أو العنق أو الصدر أو الفخذ. تُستخدم لتوصيل الأدوية أو العناصر الغذائية أو منتجات الدم على مدى فترات طويلة، عادةً من أسابيع إلى أشهر. هناك عدة أسباب لاستخدام القسطرة الوريدية المركزية:
- توصيل أكثر من دواء في وقت واحد
- توصيل العلاج الكيميائي بالتسريب المستمر (24 ساعة أو أكثر)
- تأمين التغذية
- توصيل علاجات متكررة
- توصيل العلاج في المنزل
- توصيل علاج طويل الأمد (على مدى عدة أشهر أو حتى أطول)
- توصيل الأدوية التي يمكن أن تسبب أضرارًا جسيمة للجلد والأنسجة العضلية إذا تسربت خارج الوريد (تُعرف هذه الأدوية باسم المنفطات). يساعد توصيلها عبر القسطرة الوريدية المركزية بدلًا من الطريق الوريدي على المدى القصير في الحد من خطر تسرب الدواء وتلف الأنسجة.

تشمل أنواع القساطر الوريدية المركزية القساطر المركزية المُدخلة طرفيًا والقساطر النفقية والقساطر البوابية.

## مضاعفات القسطرة الوريدية المركزية
تشمل المضاعفات المرتبطة بالقسطرة الوريدية المركزية العدوى واسترواح الصدر وتشكل خثرة وخطأ التوضع والنزيف.

### استرواح الصدر
قد يحدث استرواح الصدر أثناء إدخال القسطر. يساعد التوجيه بالأمواج فوق الصوتية في التخفيف من مخاطر استرواح الصدر من خلال ضمان التوضع المناسب بالمراقبة المباشرة.

### عدوى
يمكن أن يساعد القسطر في دخول البكتيريا ضمن مجرى الدم ما قد يؤدي إلى عدوى موضعية وربما إنتان الدم. يمكن التخفيف من مخاطر العدوى أثناء الإدخال عبر استخدام تقنية معقمة والعناية المناسبة بالقسطر بعد الإدخال والتي تشمل الحفاظ على منطقة القسطرة نظيفة وغسل اليدين قبل الاستخدام ووضع ضمادات نظيفة. في حال حدوث عدوى في الخط المركزي، يجب إزالة الخط وإعطاء العوامل المضادة للميكروبات المناسبة وفقًا لنوع العامل المعدي وشدة الحالة السريرية.

### نزيف
نظرًا لأن القسطر يُدخل ضمن الأوعية الدموية، هناك دائمًا خطر حدوث نزيف أثناء وضعه وأثناء وجود القسطر في مكانه. يتراوح النزيف من ورم دموي موضعي (كدمة) إلى نزف غزير.

### خثرة
يعد استخدام القسطرة الوريدية المركزية عامل خطر لتكون خثرات دموية في الطرف العلوي. يُعتقد أن المسببات ناتجة عن تنشيط شلال التخثر جراء الصدمة التي تصيب الوريد أثناء الإدخال بالإضافة إلى وجود جسم غريب في الجملة الوعائية. بالنسبة للمرضى الذين لديهم قسطرة وريدية مركزية، أُبلغ عن تباين كبير في حدوث خثار وريدي (1-66%)، وتبين أن معدل الوقوع يعتمد على نوع القسطر وموقعه ومعايير التشخيص وجمهرة السكان المدروسة.

### خطأ التوضع
يكون التوضع الخاطئ للقسطر الوريدي المركزي أكثر شيوعًا عندما يكون جسم المريض مختلفًا بحيث يصعب الإدخال كما الإصابة أو الجراحة السابقة. يمكن وضع القسطر المركزي بالخطأ في الشريان أثناء الإدخال (مثل الشريان السباتي أو الشريان الفقري عند وضعه في الرقبة أو الشريان الفخذي المشترك عند وضعه في الفخذ). أثناء وضع الخط المركزي في الوريد تحت الترقوة، يمكن دفع القسطرة بطريق الخطأ نحو الوريد الوداجي الداخلي على نفس الجانب بدلًا من الوريد الأجوف العلوي. يمكن تصوير الصدر بالأشعة السينية بعد الإدخال لاستبعاد هذا الاحتمال. يمكن أيضًا توجيه طرف القسطر بشكل خاطئ إلى الوريد تحت الترقوة المقابل (الجانب المقابل) في الرقبة، بدلًا من الوريد الأجوف العلوي. يمكن التخفيف من مخاطر وضع القسطر بشكل خاطئ من خلال التوجيه بالأمواج فوق الصوتية أو التنظير التألقي، ما يسمح بالتصوير المباشر للقسطر أثناء وضعه. يجب أيضًا أخذ صورة بالأشعة السينية بعد الإجراء لتأكيد صحة التوضع.